# Lacabarède
Lacabarède (okzitanisch: La Cabareda) ist eine französische Gemeinde mit 289 Einwohnern (Stand: 1. Januar 2022) im Département Tarn in der Region Okzitanien (vor 2016: Midi-Pyrénées). Sie gehört zum Arrondissement Castres und zum Kanton Mazamet-2 Vallée du Thoré (bis 2015: Kanton Saint-Amans-Soult). Die Einwohner werden Cabarédiens genannt.

## Lage

Blick auf Lacabarède

Lacabarède liegt etwa 31 Kilometer südöstlich von Castres am Fuß der Montagne Noire (dt. „Schwarzes Gebirge“) und ist Teil des Regionalen Naturparks Haut-Languedoc. Der Fluss Thoré begrenzt die Gemeinde im Norden. Sein Zufluss Candesoubre bildet zunächst die südöstliche Gemeindegrenze und durchquert dann das Gemeindegebiet Richtung Nordwest. Umgeben wird Lacabarède von den Nachbargemeinden Rouairoux im Norden und Nordwesten, Anglès im Norden und Nordosten, Labastide-Rouairoux im Osten und Nordosten, Ferrals-les-Montagnes im Südosten, Cassagnoles im Süden sowie Sauveterre im Westen.

## Bevölkerungsentwicklung
| Jahr                      | 1962 | 1968 | 1975 | 1982 | 1990 | 1999 | 2006 | 2013 |
| Einwohner                 | 611  | 524  | 428  | 386  | 304  | 304  | 317  | 295  |
| Quelle: Cassini und INSEE |      |      |      |      |      |      |      |      |

## Sehenswürdigkeiten

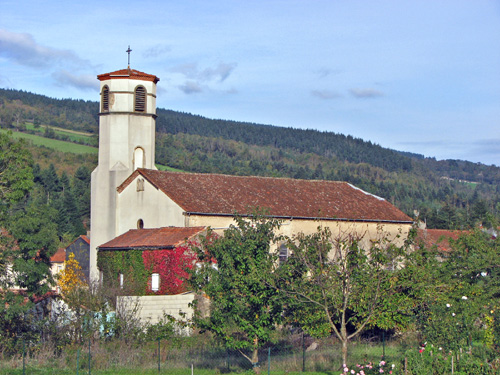
Kirche Saint-Louis

- Kirche Saint-Louis

## Persönlichkeiten
- Jean Calas (1698–1762), protestantischer Kaufmann